# Centre d'art de Port-au-Prince

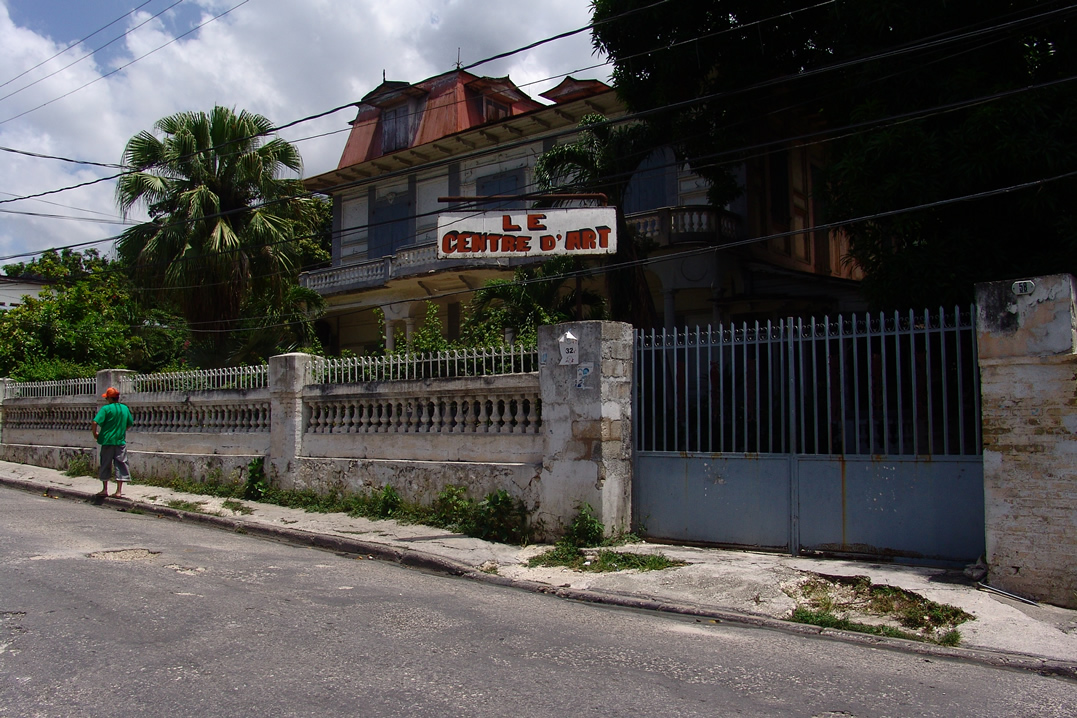
Le Centre d’Art, en 2006, avant le tremblement de terre de 2010

Le Centre d'Art de Port-au-Prince, également connu sous le nom de Centre d'Art d'Haïti, est une école d'art et une galerie d'art situées à Port-au-Prince, en Haïti. Il a été fondé en 1944 par l'aquarelliste américain DeWitt Peters et plusieurs artistes et intellectuels Haïtiens. En 2010, le bâtiment du centre est détruit par le séisme qui touche le pays. En 2012, une solution provisoire est trouvée pour proposer à nouveau des cours, et un nouveau bâtiment est envisagé.

## L'histoire
L'institution a permis de recréer une dynamique favorisant l'émergence d'un mouvement artistique haïtien dans le sillage du mouvement indigène, proposant des formations et exposant des artistes devenus célèbres dans le monde entier. Il a été fondé après la Seconde Guerre mondiale, par le peintre et professeur américain Dewitt Peters, avec quelques intellectuels et artistes haïtiens, dont notamment Maurice Borno, Albert Mangonès, ou encore Gérald Bloncourt, à un moment où il n’existe pas encore de galeries d’art et où il n'existe plus d’école publique d’art en Haïti,. Dewitt Peters en est le premier directeur, et Maurice Borno le premier président de conseil d'administration. Les premiers temps, l'enseignement au sein de ce Centre reste académique et influencé par les courants occidentaux ou américains.
En janvier-février 1945 toutefois, un critique d’art cubain, José Gómez Sicre (en), est à Port-au-Prince, accompagnant une exposition d’artistes de son pays, organisé en commun avec le Centre d'art. Il découvre dans les réserves du Centre une peinture envoyée à l’établissement par un certain Philomé Obin. L'œuvre représente la visite du président américain Franklin Delano Roosevelt au Cap-Haïtien le 5 juillet 1934. Elle a été acquise par le centre mais considérée comme la toile d’un apprenti artiste, elle reste stockée en réserve sans être exposée. José Gómez Sicre met en exergue cette création qui lui semble particulièrement intéressante. Pour lui, cette toile s'inscrit dans un courant d’art naïf déjà reconnu en Europe et sur le continent américain. Il est prévu à la suite de cette exposition d'artistes cubains à Port-au-Prince, que le Centre d'art haïtien organise de façon réciproque à La Havane, une exposition de toiles d'artistes haïtiens. La direction du Centre, hésitant sur la sélection d'œuvres susceptibles d'intéresser le public insulaire de Cuba. Consulté, José Gómez Sicre leur suggère d’exposer les œuvres de Philomé Obin et des artistes qui s'inscrivent dans un style comparable. L’exposition se tient en avril 1945, c'est la première exposition consacrée à la peinture naïve d’Haïti.
Impressionné par l'accueil fait à cet art naïf des peintres des rues, Dewitt Peters décide d'accueillir, en complément de ses étudiants traditionnels, des autodidactes à qui il fournit le matériel qui leur permet d'exprimer leur talent. Une première vague de ces artistes commence à connaître une certaine notoriété, comme Hector Hyppolite, Rigaud Benoit, Castera Bazile, Wilson Bigaud, Gesner Abelard ou Robert Saint-Brice. Des galeries d'exposition s'ouvrent. D'autres générations d'artistes suivent,.
C'est le début du mouvement des « naïfs haïtiens », ou des « primitifs haïtiens ». Le Français et surréaliste André Breton, de passage à Port-au-Prince, se montre également passionné par les créations d'Hector Hyppolite. À fin de l'année 1946, Dewitt Peters se décide à promouvoir en priorité cet art naïf, ce qu’il confirme dans un article qu'il rédige pour un numéro du Harper's Bazaar, et qui paraît en janvier 1947.
D'autres artistes telles que Luce Turnier ou Max Pinchinat, ouvrent davantage la palette des modes d'expression et permettent de concilier l'art populaire haïtien et l'évolution diverse de l'art contemporain dans le monde,. Le lieu devient aussi, de façon durable, en plus d'un lieu de formation artistique, un centre d'exposition faisant référence.
1950 voit naître une crise au sein du Centre d’Art : les artistes se plaignent de discrimination, d'exploitation de leur travail et d'une prédominance accordée à l'art naïf. Plusieurs artistes quittent le Centre d’Art pour constituer le Foyer Des Arts Plastiques (FDAP), autre centre artistique davantage attaché à un certain réalisme social dans les thèmes de ses créateurs et qui anime le monde pictural haïtien durant les années 1950,.
Le Centre d'Art est détruit lors du tremblement de terre de 2010 et de nombreuses œuvres d'art de sa collection sont endommagées, ainsi que la cathédrale de la Sainte-Trinité décorée par les artistes du centre. La Smithsonian Institution ainsi que plusieurs autres organisations locales et internationales s'associent aux efforts de récupération et de conservation. Le centre reprend ses cours et ateliers d'art dans un cadre temporaire à partir de 2012. En décembre 2019, Le Centre d'art achète une grande maison de style gingerbread dans le quartier de Pacot, à Port-au-Prince. L'achat est rendu possible grâce à des donateurs tels que la Fondation de France. Le centre prévoit d'y rouvrir ses portes.